# Bibliographie sur la logique et la philosophie du langage

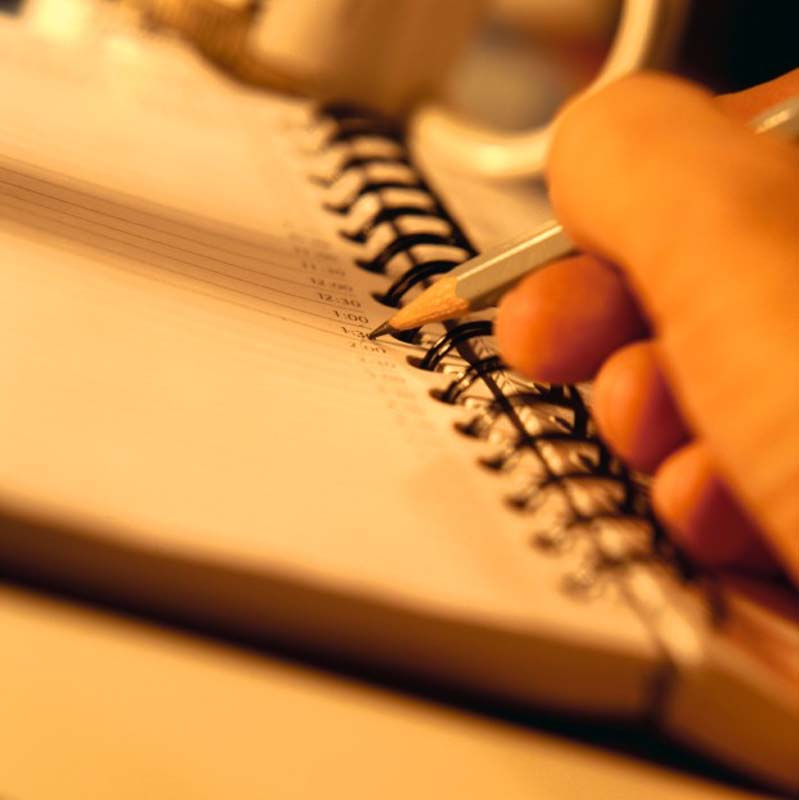
L’écriture est un des supports du langage.

Cet article est une bibliographie détaillée sur la logique et la philosophie du langage.

## Études générales
- Sylvain Auroux, Jacques Deschamps, Djamel Kouloughi, La philosophie du langage, PUF, coll. « Quadrige », 2004.
- Xavier Verley, Logique symbolique, éd. Ellipses, 1999.
- France Farago, Le langage, éd. Armand Colin, 2004.
- Alain de Libera, La Querelle des universaux, de Platon à la fin du Moyen Âge, éd. Seuil, 1996.
- Alain de Libera, L'Art des généralités. Théories de l'abstraction, Paris, éd. Aubier, 1999.
- Alain de Libera, La Référence vide. Théories de la proposition, Paris, éd. PUF, 2002.
- Henriette Walter (prix de l'Académie française en 1988), Le Français dans tous les sens, Librairie Générale Française, coll. « Le livre de poche », 2005, 416 p. (ISBN 978-2-253-14001-6 et 2253140015, OCLC 605753308, lire en ligne).

## Antiquité

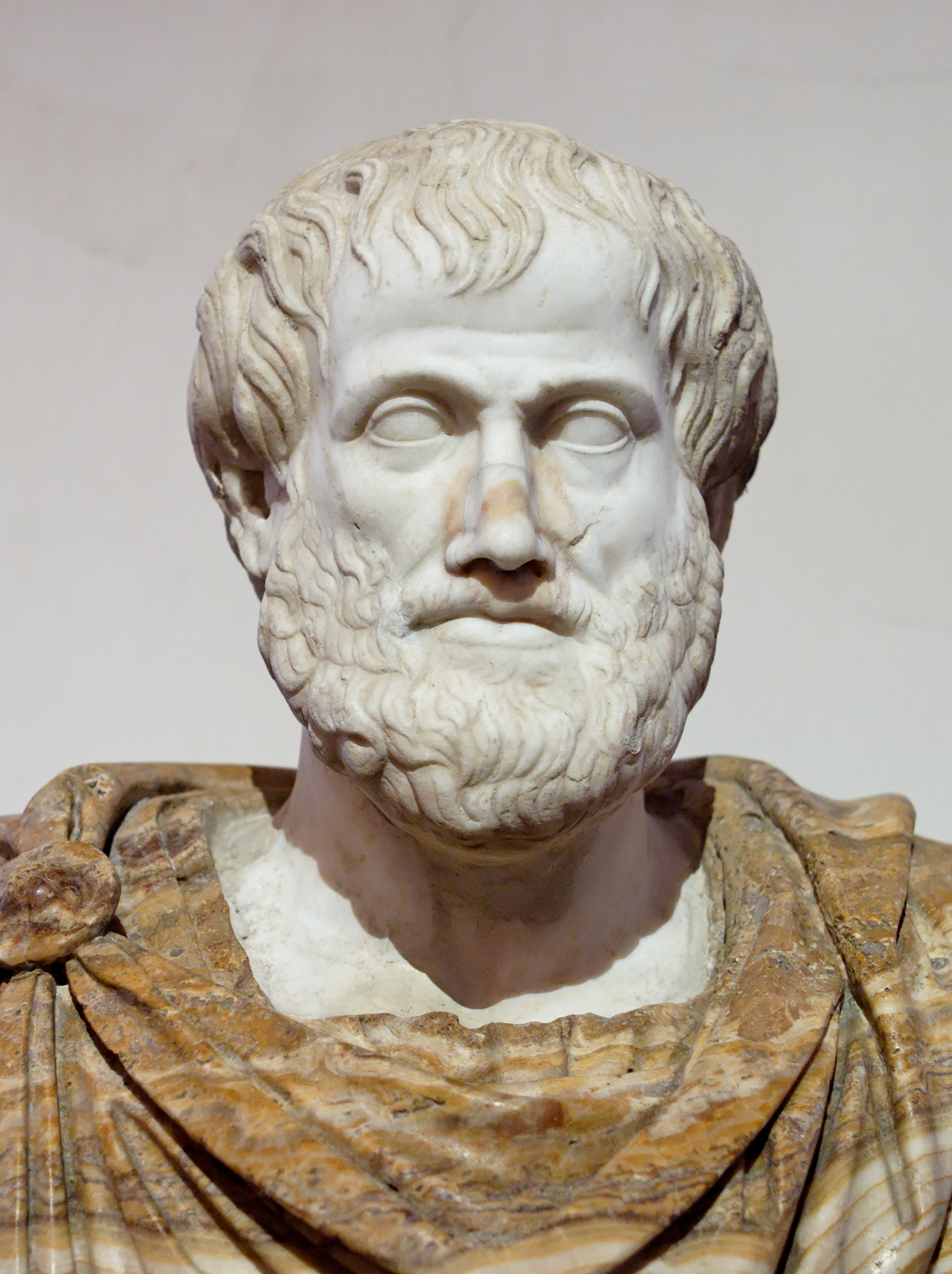
Aristote, fondateur de la Logique

- Platon, Le Sophiste, éd. GF-Flammarion, 1993 (sur les genres).
- Platon, Cratyle, éd. GF-Flammarion, 1998 (sur le langage).
- Aristote, Organon (I. Catégories, II. De l'interprétation, III. Premiers Analytiques, IV. Seconds Analytiques, V. Topiques, VI. Réfutations sophistiques), éd. Vrin (respectivement sur les genres de l'être, le jugement logique, le syllogisme en général, le syllogisme scientifique, l'argumentation commune, les sophismes).
- Aristote, Poétique, éd. Gallimard, Tel, 1997 (sur la poésie, la grammaire et la métaphore).
- Aristote, Rhétorique, éd. Gallimard, Tel, 1998 (sur la rhétorique et la métaphore).
- Porphyre de Tyr, Isagoge, éd. Vrin, 2000 (sur les genres).
- Pseudo-Denys l'Aréopagite, Traité des noms divins, in Œuvres complètes du pseudo-Denys l'Aréopagite, éd. Aubier, 1980 (sur le langage et l'indicible).

## Moyen Âge
- Roger Bacon, Traité des signes.

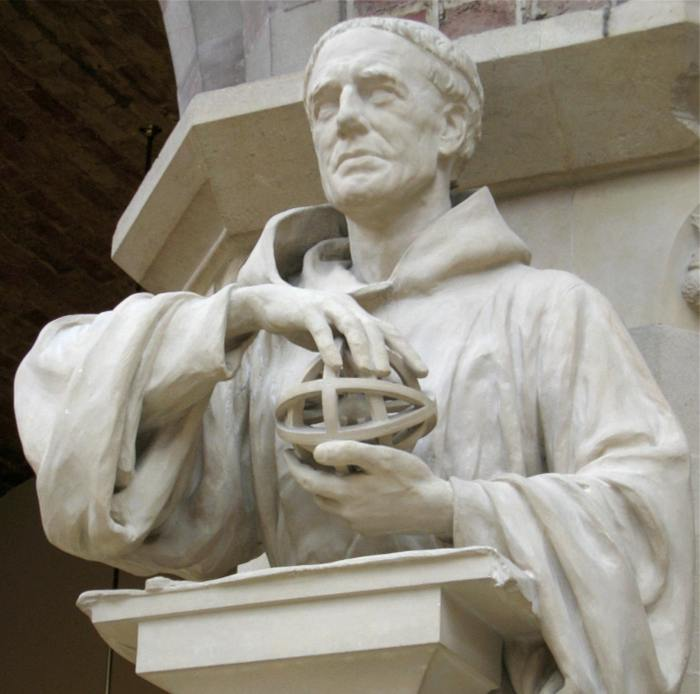
Roger Bacon, théoricien du signe

- Averroès, Commentaire moyen sur le De interpretatione d'Aristote, éd. Vrin, Sic et non, 2000.
- Thomas d'Aquin, Commentaire du Traité de l'Interprétation d'Aristote, éd. Belles Lettres, 2004.
- Jean Duns Scot, Signification et vérité. Questions sur le Peri hermeneias d'Aristote[1], éd. Vrin, Translatio, 2009.
- Guillaume d'Ockham, Somme de logique, éd. T.E.R., 1993-2008 (en quatre tomes).
- Guillaume d'Ockham, Traité sur la prédestination et la prescience divine des futurs contingents[2], éd. Vrin, Translatio, 2007.
- Maître Eckhart, Traités et sermons, éd. GF-Flammarion, 1999 (sur le langage et l'indicible).

## Modernité
- Descartes, Règles pour la direction de l'esprit, 1628-1629, éd. Vrin, 2000 (sur la logique, le langage mathématique et la mathesis universalis).
- Locke, Essai sur l'entendement humain, 1690, éd. Vrin, tome I : 2001, tome II : 2006 (sur le langage et la connaissance).
- Gottfried Wilhelm Leibniz, Opuscules et fragments inédits de Leibniz : extraits des manuscrits de la Bibliothèque royale de Hanovre, réunis et édités par Louis Couturat (sur la logique et la caractéristique universelle) - lire en ligne sur Gallica

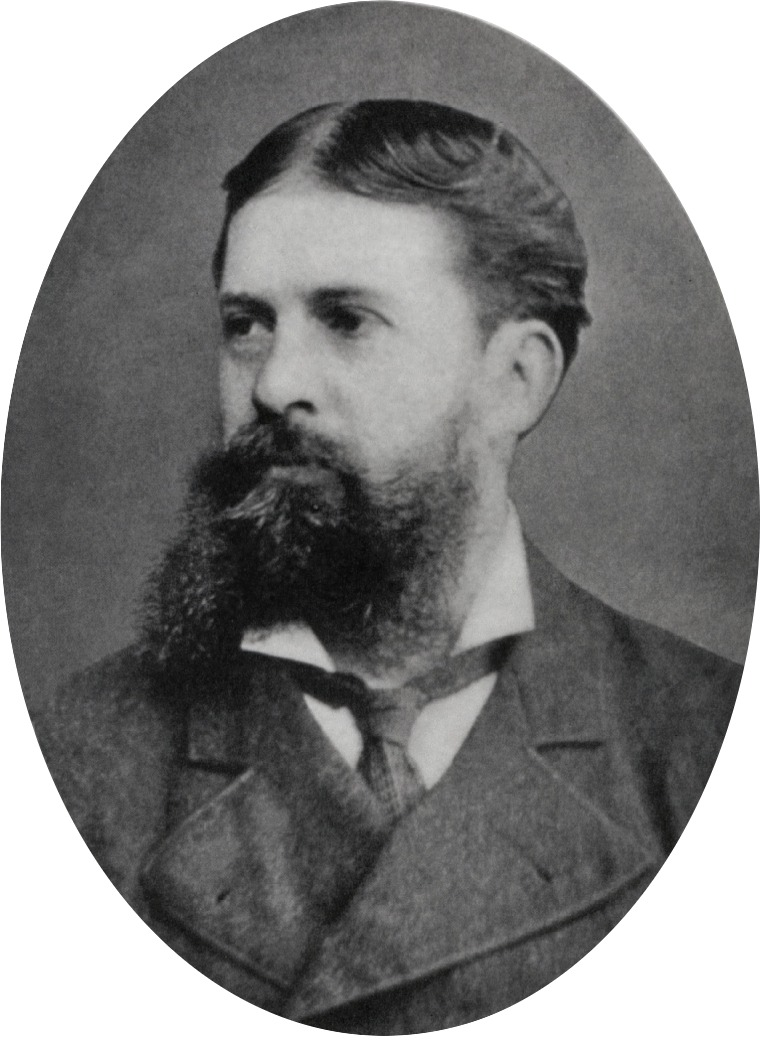
Peirce, fondateur de la linguistique moderne avec Saussure

- Berkeley, Principes de la connaissance humaine, 1710, 2e éd. 1734, éd. GF-Flammarion, 1993 (sur le langage et la connaissance).
- Hume, Enquête sur l'entendement humain, 1748, éd. GF-Flammarion, 2006 (sur le langage et l'induction).
- Rousseau, Essai sur l'origine des langues où il est parlé de la mélodie et de l'imitation musicale, posthume, éd. GF-Flammarion, 1993 (sur l'anthropologie du langage).
- Kant, Critique de la raison pure, 1781, 2e éd. 1787, éd. GF-Flammarion, 2006.
- Schleiermacher, Herméneutique : Pour une logique du discours individuel, éd. Le Cerf, 1989.
- Mill, Système de logique déductive et inductive, 1843, éd. Mardaga, 1995.
- Kierkegaard, Crainte et Tremblement, 1843, éd. Rivages, 2000 (sur la parole et le silence).
- Kierkegaard, Johannes Climacus ou Il faut douter de tout, posthume, éd. Rivages, 1997 (sur le langage et la subjectivité).
- Peirce, Écrits sur le signe, éd. Seuil, 1978.
- Peirce, Le Raisonnement et la Logique des choses - Les Conférences de Cambridge (1898), éd. Le Cerf, 1995.
- Peirce, Œuvres philosophiques : Tome 3, Écrits logiques, éd. Le Cerf, 2006.
- Nietzsche, Par-delà le bien et le mal[3], 1886, éd. Gallimard, Folio essais, 1987.
- Nietzsche, Crépuscule des idoles[4], 1889, éd. Gallimard, Folio essais, 1988.

## Philosophie analytique

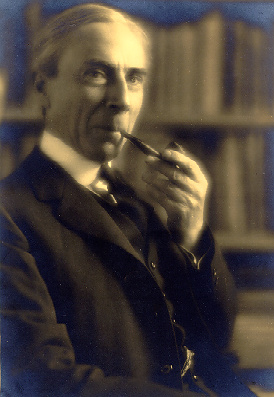
Bertrand Russell en 1924.

- Gottlob Frege, Écrits logiques et philosophiques, éd. Seuil, 1994.
- Gottlob Frege, Idéographie, 1879, éd. Vrin, 2000.
- Gottlob Frege, Les Fondements de l'arithmétique, 1884, éd. Seuil, 1970.
- Bertrand Russell, Écrits de logique philosophique, éd. PUF, 1989 (contient l'article de 1905 De la dénotation).
- Bertrand Russell, Mysticisme et logique, 1918, éd. Vrin, 2007.
- Bertrand Russell, Signification et vérité, 1940, éd. Flammarion, Champs, 1993.
- Ludwig Wittgenstein, Tractatus logico-philosophicus, 1921, éd. Gallimard, Tel, 2001.
- Ludwig Wittgenstein, Le Cahier bleu et le Cahier brun, posthume, éd. Gallimard, Tel, 1988.
- Ludwig Wittgenstein, Investigations philosophiques, posthume, éd. Gallimard, 2005 (sous le titre Recherches philosophiques).
- Rudolf Carnap, La construction logique du monde, 1928, éd. Vrin, 2001.
- Rudolf Carnap, Le dépassement de la métaphysique par l'analyse logique du langage, 1932, in Manifeste du Cercle de Vienne et autres écrits, éd. PUF, 1985.
- Ernest Nagel, James R. Newman, Kurt Gödel et Jean-Yves Girard, Le théorème de Gödel, 1989, éd. Seuil, 1997.
- Willard Van Orman Quine, Logique élémentaire, 1941, éd. Vrin, 2006.
- Willard Van Orman Quine, Du point de vue logique, 1953, éd. Vrin, 2004 (contient l'article de 1951 Deux dogmes de l'empirisme).
- Willard Van Orman Quine, Le Mot et la Chose, 1960, éd. Flammarion, Champs, 1999.
- John Langshaw Austin, Quand dire c'est faire[5], 1955 (How to do Things with Words, 1962), éd. Seuil, 1991.
- Hilary Putnam, Raison, vérité et histoire, 1981, éd. Minuit, Propositions, 1984.
- Noam Chomsky, Le Langage et la Pensée, éd. Payot, 1990, rééd. augmentée 2009.
- John Searle, Les actes de langage, 1969, éd. Hermann, 2009.
- John Searle, Sens et expression, 1979, éd. Minuit, 1982.
- Umberto Eco, Sémiotique et philosophie du langage, 1984, éd. PUF, 2006.
- Saul Kripke, La logique des noms propres, 1972 (Naming and Necessity), éd. Minuit, 1982.
- Whitehead, Alfred North & Russell, Bertrand: Principia Mathematica. 3 vols, Merchant Books, 2001,  (ISBN 978-1-60386-182-3) (vol. 1),  (ISBN 978-1-60386-183-0) (vol. 2),  (ISBN 978-1-60386-184-7) (vol. 3)

## Philosophie continentale
- Edmund Husserl, Recherches logiques, 1900-1901, éd. PUF, quatre tomes.
- Edmund Husserl, Idées directrices pour une phénoménologie et une philosophie phénoménologique pures, 1913, éd. Gallimard, Tel, 1985.
- Edmund Husserl, Logique formelle et logique transcendantale, 1929, éd. PUF, 1996.
- Henri Bergson, La pensée et le mouvant, 1934, éd. PUF, 2003.
- Paul Valéry, Tel Quel, 1941-1943, éd. Gallimard, Folio essais, 1996.
- Karl Jaspers, Introduction à la philosophie[6], éd. 10/18, 2001.
- Martin Heidegger, La logique comme question en quête de la pleine essence du langage, cours de 1934, éd. Gallimard, 2008.
- Martin Heidegger, Acheminement vers la parole, 1959, éd. Gallimard, Tel, 1981.
- Martin Heidegger, Approche de Höderlin[7], éd. Gallimard, Tel, 1996.
- Hans-Georg Gadamer, Vérité et Méthode, 1960, éd. Seuil, 1996.
- Emmanuel Levinas, Autrement qu'être ou au-delà de l'essence[8], 1978, éd. Le Livre de Poche, 2004.
- Maurice Merleau-Ponty, Signes, 1960, éd. Gallimard, Folio essais, 2001.
- Paul Ricœur, La métaphore vive, éd. Seuil, 1975.
- Paul Ricœur, De l'interprétation. Essai sur Sigmund Freud[9], 1965, éd. Seuil, 1995.
- Roland Barthes, Le Degré zéro de l'écriture, 1953, éd. Seuil, 1972.
- Roland Barthes, S/Z, 1970, éd. Seuil, 1976.
- Roland Barthes, L'empire des signes, 1970, éd. Seuil, 2007.
- Michel Foucault, Les Mots et les Choses, 1966, éd. Gallimard, Tel, 1990.
- Jacques Derrida, De la grammatologie[10], éd. Minuit, 1967.
- Jacques Derrida, La Voix et le Phénomène[11], 1967, éd. PUF, 2003.
- Jacques Derrida, Marges - de la philosophie[12], éd. Minuit, 1972.
- Julia Kristeva, Semeiotikè. Recherches pour une sémanalyse, éd. Seuil, 1969.